# Exoteratura
Exoteratura is een geslacht van rechtvleugeligen uit de familie sabelsprinkhanen (Tettigoniidae). De wetenschappelijke naam van dit geslacht is voor het eerst geldig gepubliceerd in 2002 door Gorochov.

## Soorten
Het geslacht Exoteratura  is monotypisch en omvat slechts de volgende soort:
- Exoteratura kerinci (Gorochov, 2002)